# Вальравійон
Вальравійон (фр. Valravillon) — муніципалітет у Франції, у регіоні Бургундія-Франш-Конте, департамент Йонна. Вальравійон утворено 1 січня 2016 року шляхом злиття муніципалітетів Герші, Ладю, Неї i Вільмер. Адміністративним центром муніципалітету є Герші. Населення — 1755 осіб (01.01.2021).